# آبکاوانک
آبکاوانک (ارمنی: Աբկավանք؛ انگلیسی: Abkavank) یک صومعه متعلق به کلیسای حواری ارمنی واقع در  استان سیونیک ارمنستان می‌باشد.  این بنا به سبک معماری ارمنی طراحی شده‌است.